# ۱۱۰۰ (خورشیدی)
۱۱۰۰ ۱۱۰۰مین سال هجری خورشیدی است.

## رویدادها
- زمین‌لرزه تبریز با حدود ۷۷٬۰۰۰ نفر کشته.

## زادگان
- میرزا محمدکاظم مروی نویسندهٔ کتاب عالم‌آرای نادری در مرو